# 1 + 2 + 4 + 8 + ⋯
У математици, 1 + 2 + 4 + 8 + 16 + … је бесконачан низ чији су чланови узастопна степен двојке. Као геометријске низове, карактерише их први члан, 1, и њихов заједнички однос, 2. Као низ реалних бројева дивергира у бесконачност, тако да у уобичајеном смислу да нема суму. У много ширем смислу, низ је повезан са другим вредностима осим са ∞, односно −1.

## Збир
Парцијалне суме 1 + 2 + 4 + 8 + … су 1, 3, 7, 15, …; како ово дивергира до бесконачности, дивергира и низ. Због тога сваки потпуно регуларан начин сумирања даје збир бесконачности, укључујући Цесаро збир и Абел збир. С друге стране, постоји најмање један генерално корињћен метод који сумира 1 + 2 + 4 + 8 + ... до коначне вредности -1. Повезана степен низова
{\displaystyle f(x)=1+2x+4x^{2}+8x^{3}+\cdots +2^{n}{}x^{n}+\cdots ={\frac {1}{1-2x}}}
има радијус конвергенције око 0 од само 1/2, тако да не конвергира на x = 1. Ипак, тако дефинисана функција f  има јединствени аналитички наставак на комплексној равни са тачке x = 1/2 избрисано, а дато је истим правилом  f(x) = 1/(1 − 2x). Како је f(1) = −1, за оригиналан низ 1 + 2 + 4 + 8 + … се каже да га је могуће сабрати (E) до −1, и −1 је (E) збир низа. (Израз је настао захваљујући Г. Х. Хардију у односу на приступ дивергентним редовима Леонарда Ојлера).
{\displaystyle 1+y+y^{2}+y^{3}+\cdots ={\frac {1}{1-y}}}
и повезани са y = 2. Наравно, ова два низа су повезана заменом y = 2x.
Чињеница даt (E) збир даје коначну вредност 1 + 2 + 4 + 8 + … показује да општи метод није потпуно регуларан. Са друге стране, поседује неке друге пожељне квалитете за метод сумирања, укључујући стабилност и линеарност. Ова два аксиома заправо приморавају збир да буде −1, јер они чине следећу манипулацију валидном:
{\displaystyle {\begin{array}{rcl}s&=&\displaystyle 1+2+4+8+\cdots \\[1em]&=&\displaystyle 1+2(1+2+4+8+\cdots )\\[1em]&=&\displaystyle 1+2s\end{array}}}
У корисном смислу, s = ∞ је корен једначине s = 1 + 2s. (На пример, ∞ је једна од две фиксне тачке Мебијусове трансформације z → 1 + 2z на Римановој сфери). Ако је за неки метод сумирања познато да враћа обичан број за s, односно не ∞, тада је то лако утврдити. У овом случају s се могже одузети од обе стране једначине, дајући 0 = 1 + s, тако да је s= −1.

Наведена манипулацја може бити позвана да произведе −1 ван контекста довољно моћног сумирања процедуре. За најпознатије и једноставне концепте збира, укључујући фундаментално конвергентни, апсурдно је да низ позитивних чланова има негативну вредност. Сличан феномен се јавља код дивергентних геометријских редова 1 − 1 + 1 − 1 + · · · , где се појављује ред целих бројева који имају не-цео збир 1⁄2. Ови примери илуструју потенцијалну опасност у примени сличних аргумената на редове имплициране таквим понављањем децимала као што је 0.111… и пре свега 0.999…. Аргументи су на крају оправдани за ове конвергентне редове, укључујући да је 0.111… = 1⁄90.111… = 1⁄9 и 0.999… = 1, али су у основи докази захтевају пажљиво размишљање о тумачењу бесконачних сума.